# Lassnitz (Kainach)
Die Lassnitz ist ein Nebenfluss der Kainach in der Weststeiermark.

## Geografie
Die Lassnitz ist ein kleiner Wildbach. Sie entspringt in der Kohlgruben am Nordhang des Steinberges in der Gemeinde Ligist.
Die Lassnitz fließt zwischen den Siedlungsgebieten
- Laßnitz (laut amtlicher Karte mit ß geschrieben), Grabenwarth und Holzberg im Norden sowie
- Rauchegg, Rubmannsberg und Bubendorf im Süden.

Nördlich von Bubendorf mündet der Bach in die Kainach.
Im Mittellauf bildet die Lassnitz die Grenze zwischen den Gemeinden Mooskirchen und Ligist, Katastralgemeinden Steinberg und Grabenwarth. Der Unterlauf (ab der Siedlung Holzberg) ist die Grenze zwischen den Gemeinden St. Johann-Köppling und Mooskirchen.
Im Nordwesten des Oberlaufs der Lassnitz, in der Katastralgemeinde Steinberg, liegt ein Siedlungsgebiet, das den Namen „Laßnitz“ trägt. Wegen seiner örtlichen Nähe zu Grabenwarth wird diese Siedlung im Alltag oft zu Grabenwarth gezählt.
Etwa 1 km südlich ihrer Quellen liegt die Autobahn-Anschlussstelle Steinberg der A 2 Süd Autobahn.
Das Gewässer kann von Navigationssystemen mit zwei anderen Flüssen verwechselt werden:
- dem ca. 18 km Luftlinie südlich ebenfalls in der Weststeiermark liegenden Fluss Laßnitz bei Deutschlandsberg und Frauental an der Laßnitz oder
- dem ca. 32 km Luftlinie östlich in der Oststeiermark gelegenen Fluss Laßnitz bei Gleisdorf.

## Namen
Das Gewässer hat verschiedene Namen erhalten.
Im 18. Jahrhundert ist der Bach als „Lahensbach“ bezeichnet, im 19. Jahrhundert wurde er „Lachnitz“ genannt.

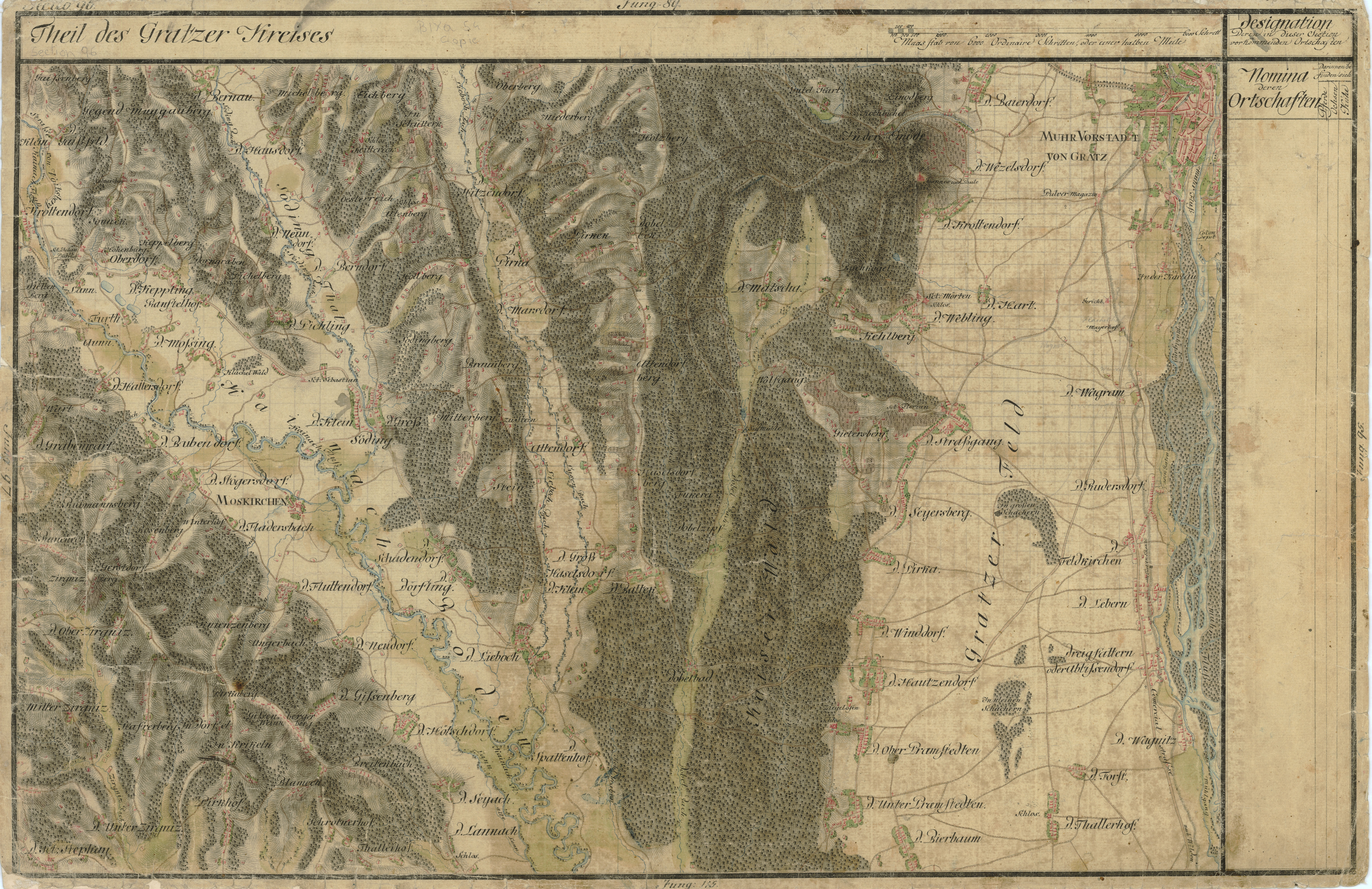
Die Lassnitz als Lahensbach. Links außen, ca. 1780 (Josephinische Landesaufnahme)

In den Landkarten, die auf der Neuerfassung Mitte des 20. Jahrhunderts beruhten, war das Gewässer als „Rumerberg Bach“ bezeichnet. Ob es sich bei dieser Namengebung um den Versuch handelte, den Namen der benachbarten Siedlung Rubmannsberg als Grundlage für den Gewässernamen heranzuziehen, um Verwechslungen mit der Lassnitz bei Deutschlandsberg zu vermeiden, ist nicht verifizierbar. Die heute gleichnamige Siedlung am Nordufer der Laßnitz war in dieser Kartengeneration als „Laßwitz“ ausgewiesen.
Ab 1983 wird der Bach in den Landkarten der amtlichen Landesaufnahme „Laßnitz“ genannt. Die Neuauflage der amtlichen Karten 2009 verwendet die Schreibweise „Lassnitz“.
Informationen, die der Weststeiermark einen Fluss Laßnitz nennen, können den hier behandelten kleinen Bach bei Ligist oder drei Flüsse im Gebiet von Deutschlandsberg bezeichnen: den Oberlauf der Lassnitz (Niedere Laßnitz), den Wildbach (Hohe Laßnitz) oder den Rettenbach (ebenfalls Niedere Laßnitz genannt).

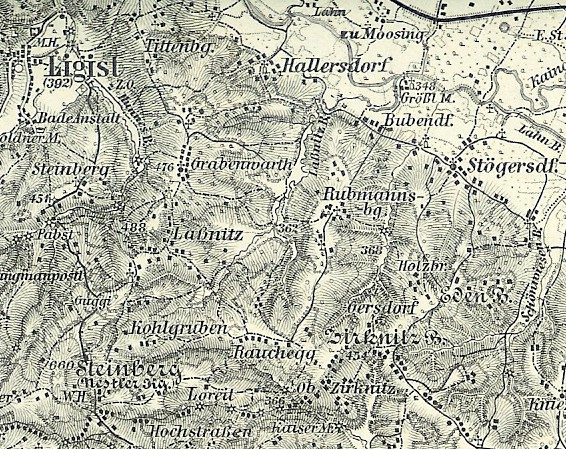
Einzugsgebiet der Laßnitz bei Ligist, ca. 1930

Ein weiterer Fluss in der Steiermark mit dem Namen Laßnitz befindet sich in der Oststeiermark östlich von Graz hauptsächlich in den Gemeinden Laßnitzthal und Gleisdorf. Diese Laßnitz gehört zum Flusssystem der Raab (Fluss).
Der Name „Lassnitz“ und seine Schreibvarianten wie „Laßnitz“ wird aus dem slawischen „Lieznica“ abgeleitet und mit „Waldbach“ übersetzt. In der Sprachwissenschaft wird für Laßnitz (890 Luonzniza) auch *loNč'nica „Wiesenbach“ diskutiert, als weitere Möglichkeit (1345 Lesniz, Laßnitz bei Murau oder 1080 im Paltental Laznich) *laz'nica „Gereutbach“.

## Geschichte
Der Name der Lassnitz belegt eine alte slawische Bevölkerungsschicht. Die Siedlungen in der Umgebung des Baches tragen slawische und deutsche Namen, wobei aus der davor liegenden Siedlungszeit keltische Wurzeln von Namen belegbar geblieben sind.
Die deutschen Wurzeln können auf die Besiedlung aus deutschsprachigen Gebieten ab dem 8. Jahrhundert im Rahmen der Entstehung der Karantanischen Mark an der Sulm und der Lassnitz zurückgeführt werden.

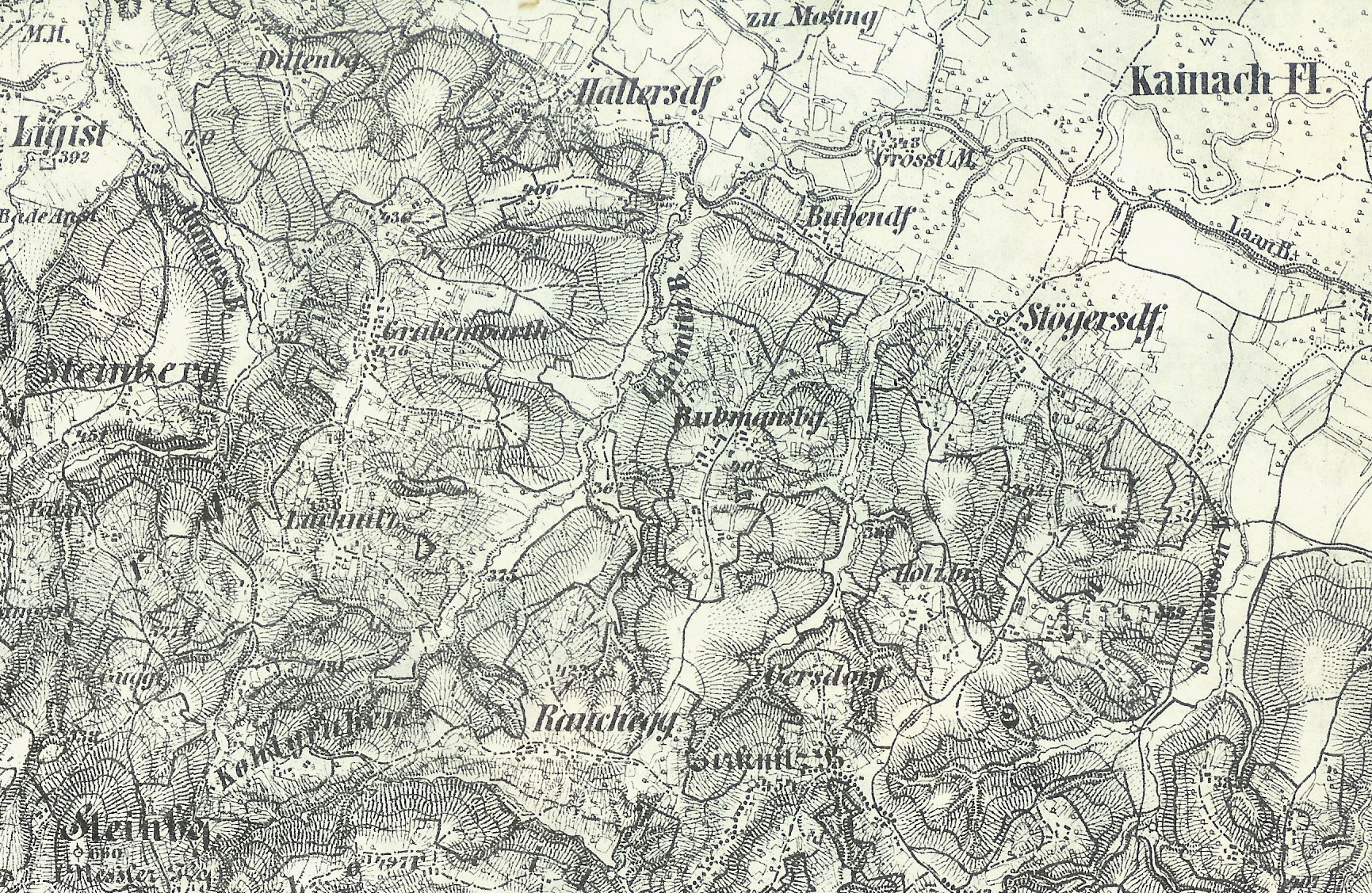
Sog. Messtischblatt 1:25.000: Einzugsgebiet der damaligen Lachnitz bei Ligist im 19. Jahrhundert

Das Gewässer liegt in dem Gebiet, das im Mittelalter rund um Söding vom Zisterzienserstift Rein nördlich von Graz aus verwaltet wurde. Angaben über ein Gewässer bei Söding namens „Lachitz“, „Laßnitz“ o. ä. beziehen sich auf den hier geschilderten Bach, nicht auf den Lassnitzfluss bei Deutschlandsberg. Das Stift Rein bei Graz war maßgebend an der Besiedlung des Kainachtals und der Mittelsteiermark südlich der Gleinalm beteiligt.
Der Name Kohlgruben für das Gebiet, in dem die Lassnitz entspringt, ist kein Hinweis auf einen Kohlenbergbau (in Blockschotter bzw. Glimmerschiefer des Gebietes liegen keine Kohleflöze), sondern auf die Tätigkeit von Köhlern zur Erzeugung von Holzkohle.
Die Lassnitz mündet erst seit der groß angelegten Kainachregulierung im 20. Jahrhundert dauerhaft in die Kainach.

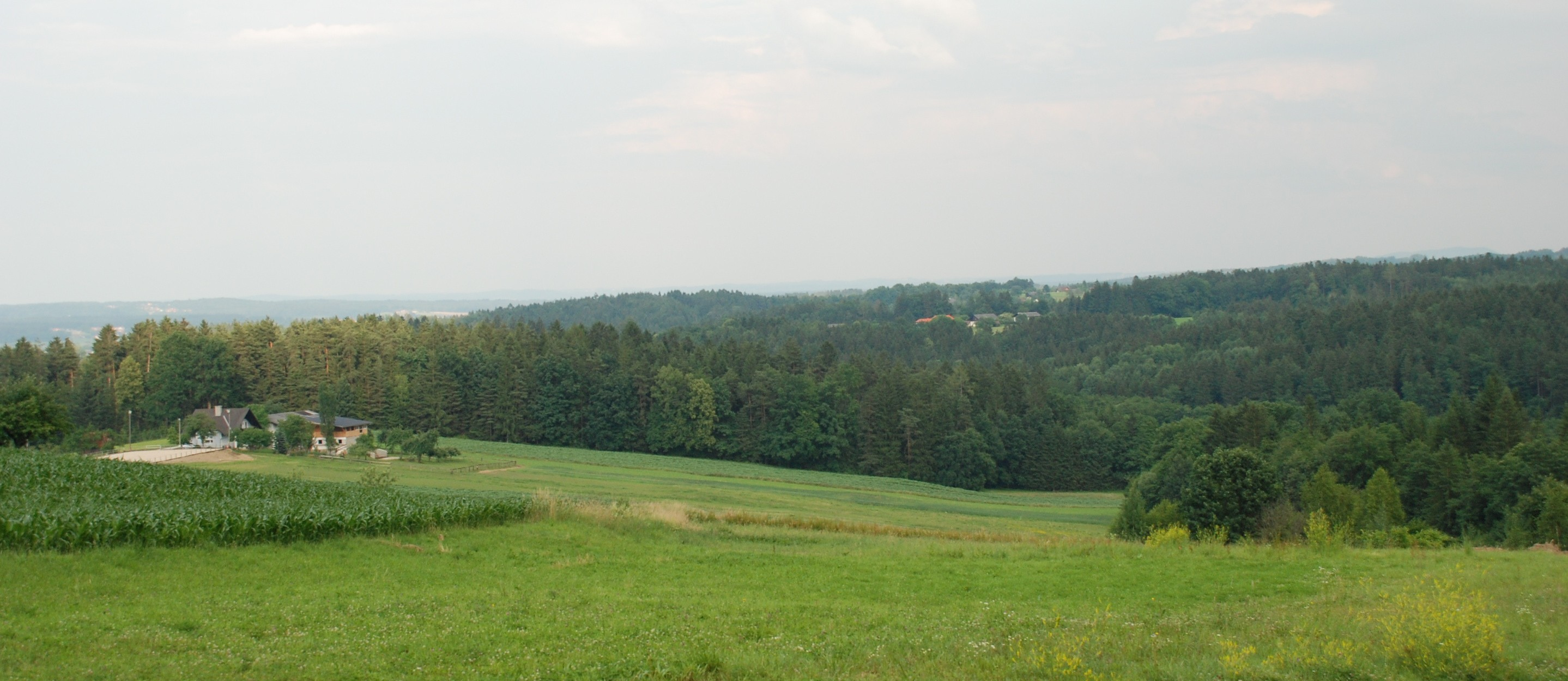
Das Tal der Laßnitz bei Grabenwarth, Ligist

Vorher war die Mündung der Lassnitz vom Lauf der Kainach abhängig. Dieser Lauf konnte sich nach Hochwässern wesentlich ändern. Auf diese Weise mündete die Lassnitz teilweise direkt in die Kainach, manchmal floss sie in einen Mühlbach der in der Nähe befindlichen Grössl-Mühle oder in den Lahnbach, welcher parallel zur Kainach verlief bzw. bildete überhaupt dessen Oberlauf. Der Name „Lahnbach“ wird nicht vom alten deutschen Wort für Lawine, auch nicht von Lehne abgeleitet (in der Gegend gibt es keine steilen oder langen Hänge, an denen Lawinen üblicherweise entstehen), sondern von keltisch „Lahn(e)“ - träges Wasser.

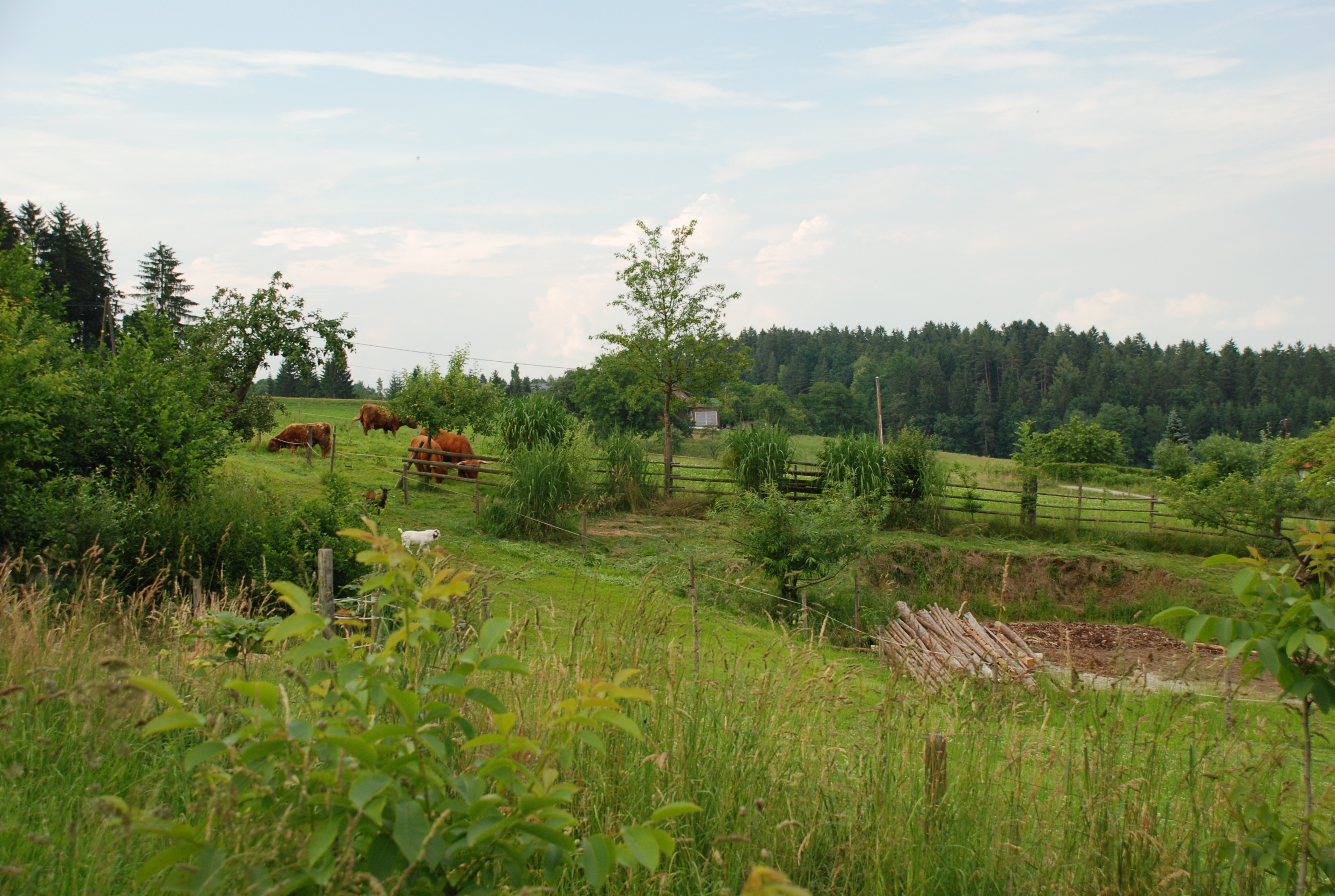
Wald, Weide, Äcker und Bauland sind die Nutzungsarten im Einzugsgebiet der Laßnitz bei Ligist

## Umwelt
Die Lassnitz fließt durch Wald und landwirtschaftlich genutztes Gebiet. Die Siedlungen ihres Einzugsgebietes liegen nicht direkt am Gewässer, sondern an den Hängen ringsum.

### Fauna
Am Wasser leben Libellen und Köcherfliegen. Deren Larven sind ein verlässlicher Indikator der Wasserqualität, sie kommen nur in Gewässern mit guter bis sehr guter Wasserqualität vor.
Nach starken Niederschlägen in Gewittern etc. kann der Bach aus den Ufern treten. Die dadurch entstehenden kleinen Wassertümpel und die Läufe kleiner Gerinne aus dem Einzugsgebiet des Baches bilden die Lebensgrundlagen von Gelsenschwärmen.
An jagdbarem Wild leben im Gebiet im Wesentlichen nur Hasen und Rehe bzw. Füchse.

### Wasserqualität

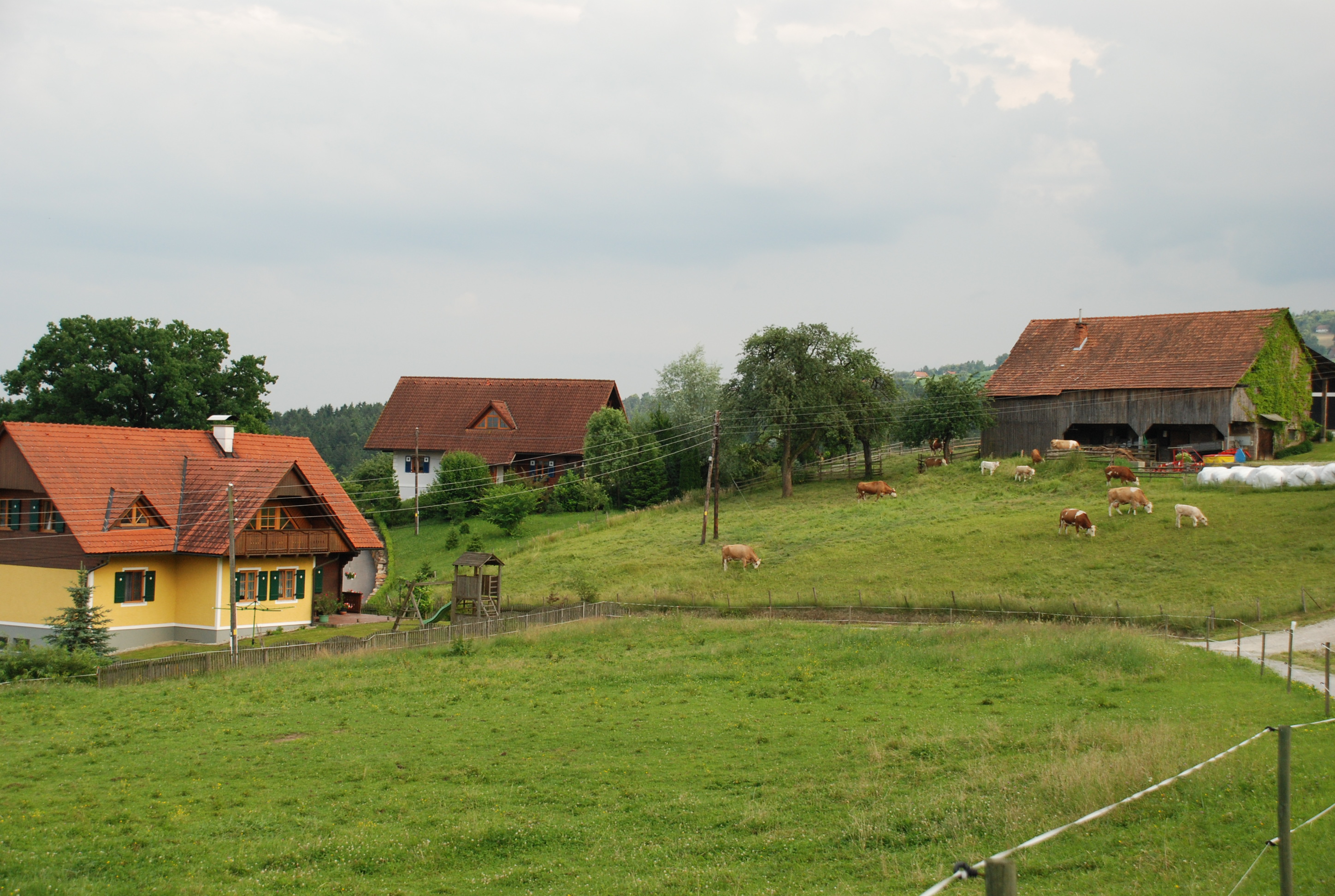
In der Siedlung Laßnitz bei Grabenwarth, Ligist

Die Wassergüte liegt bei Güteklasse I–II (nahezu unbelastet, in der Praxis fast Trinkwasserqualität). Geringere Belastungen können durch die angrenzenden Viehweiden entstehen.
Die Wasserhärte ist gering (Bereich 1–2 – weiches Wasser).

### Böden
Die landwirtschaftlich nutzbaren (bzw. als solche früher genutzten) Böden an der Laßnitz sind kalkfreie Braunerden aus kristallinen Schiefern im Oberlauf (Felsbraunerden), im Mittellauf an den Hängen teilweise Sedimentbraunerden als mittelwertiges Acker- und Grünland mit guter Wasserversorgung. Ausgangsmaterial der Böden sind metamorphe Gesteine (Kristallin der Koralm). Das Tal des Baches ist vergleyt.
An der Straße zwischen Laßnitz und Rauchegg südlich des Anwesens Krakl befindet sich ein Bodenschutzpunkt (VOX 4) nach dem Steiermärkischen landwirtschaftlichen Bodenschutzgesetz. In der Steiermark ist zur Beurteilung des durch Schadstoffeintrag, Erosion und Verdichtung gegebenen Belastungsgrades landwirtschaftlicher Böden vom Referat Boden- und Pflanzenanalytik des Landwirtschaftlichen Versuchszentrums in den Jahren 1986–2006 ein Netz von über 1000 Untersuchungsstellen geschaffen worden, an denen die Böden auf die vom Gesetz geforderte Vielzahl von Parametern (allgemeine Bodenparameter, Nähr- und Schadstoffe) laufend untersucht werden.

## Land- und Forstwirtschaft
Landwirtschaftlich genutzte Flächen werden als Äcker und Viehweide genützt. Weit verbreitete Rinderrasse ist das Fleckvieh (sog. „Scheck(en)“).
Das kleine Waldgebiet wird nach Bedarf von den Grundbesitzern genützt, für eine eigenständige größer angelegte Forstwirtschaft ist es zu klein.

## Geologie
Das Quellgebiet der Lassnitz im Gebiet von Kohlgruben liegt im Kristallingestein (Gneis- und Granatglimmerschiefer), aus dem das Gebiet des Steinbergs besteht.

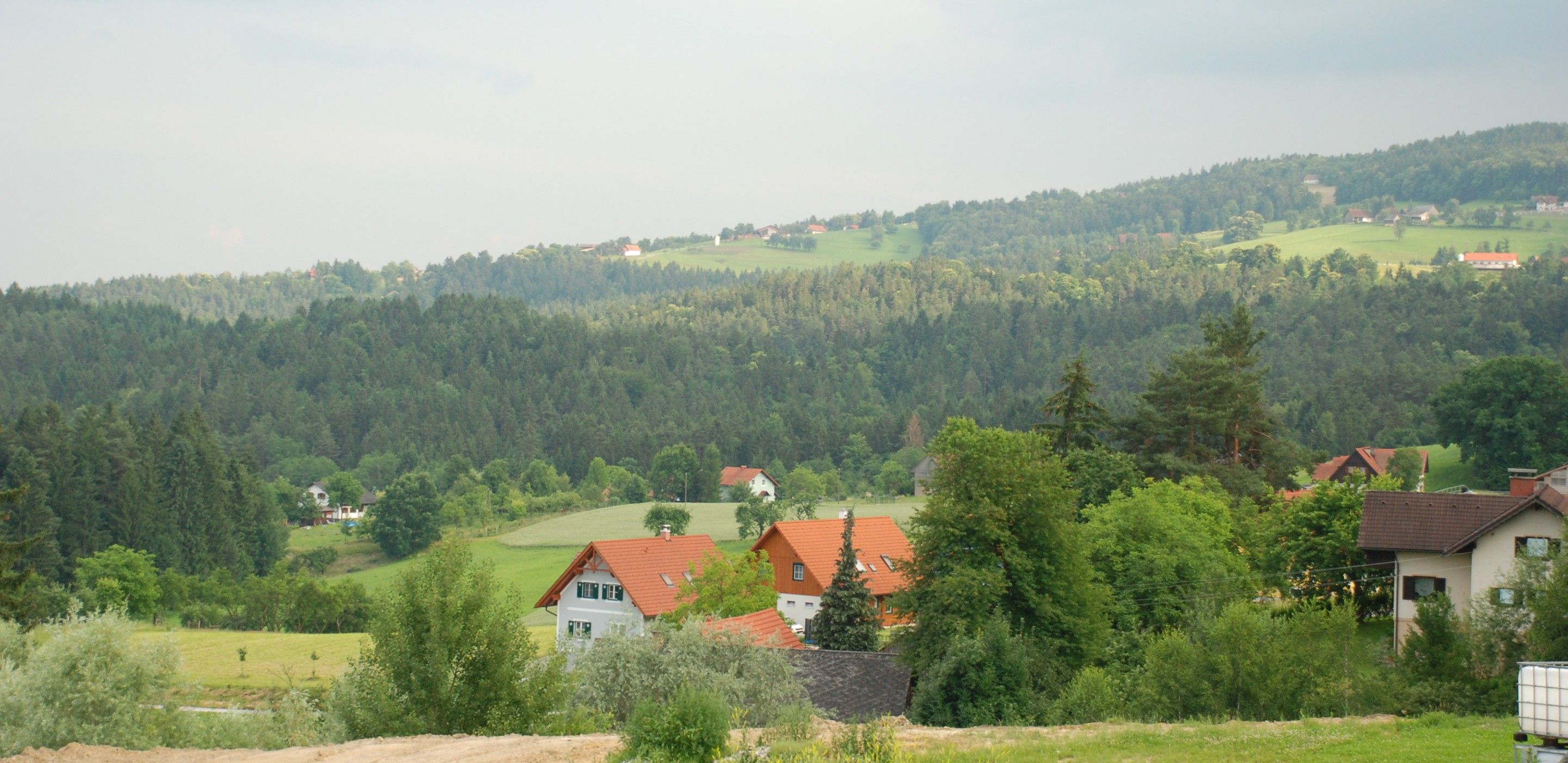
Oberlauf der Lassnitz am Steinberg bei Ligist

Der Lauf des Baches berührt danach eine schmale Zone aus Schotter (Schwanberger Blockschotter) und Blockschutt aus dem älteren Baden (Unterbaden). Die Gesteinsblöcke darin können über einen Kubikmeter umfassen: Diese Zone ist ein Ufergebiet des ehemaligen Meeres im Grazer Becken. Sie wird mit einer Heraushebungsphase des steirischen Randgebirges in Zusammenhang gebracht. Die Ebene des Grazer Beckens begann vor ca. 23 Mio. Jahren zu entstehen. Das Becken selbst wird durch Gesteine und Ablagerungen eines ehemaligen Meeres aus dem Neogen (früher Jungtertiär) gebildet, an seinem Rand liegen - wie hier im Laßnitztal - jüngere Ablagerungen.
Die Lassnitz fließt danach zwischen Hügeln aus schotterführendem Sand oder Ton, der durch Ablagerungen alter Flüsse im heutigen Kainachtal entstand. Dieser Untergrund gehört zu den sogenannten Stallhofer Schichten aus dem Unterbaden, bis ca. 16 Mio. Jahre alt, der zuletzt im Eiszeitalter (ca. 1,8 Mio. Jahre und jünger) zur heutigen Landschaft geformt wurde. Die Schotterschichten werden auch „Eckwirtschotter, Schichten von Rein“ genannt. Die Eckwirtschotter sind meist stark verwitterte Kristallin- und Quarzschotter mit dazwischen liegenden Sandschichten. Die Schichten von Rein enthalten Süßwassermergel und -kalke, Tone, Sande usw.
Wo die Lassnitz aus dem Hügelland in das Kainachtal fließt, liegen Schotterterrassen aus der Eiszeitalter. Die Siedlungen Holzberg und Bubendorf liegen auf solchen Terrassen.

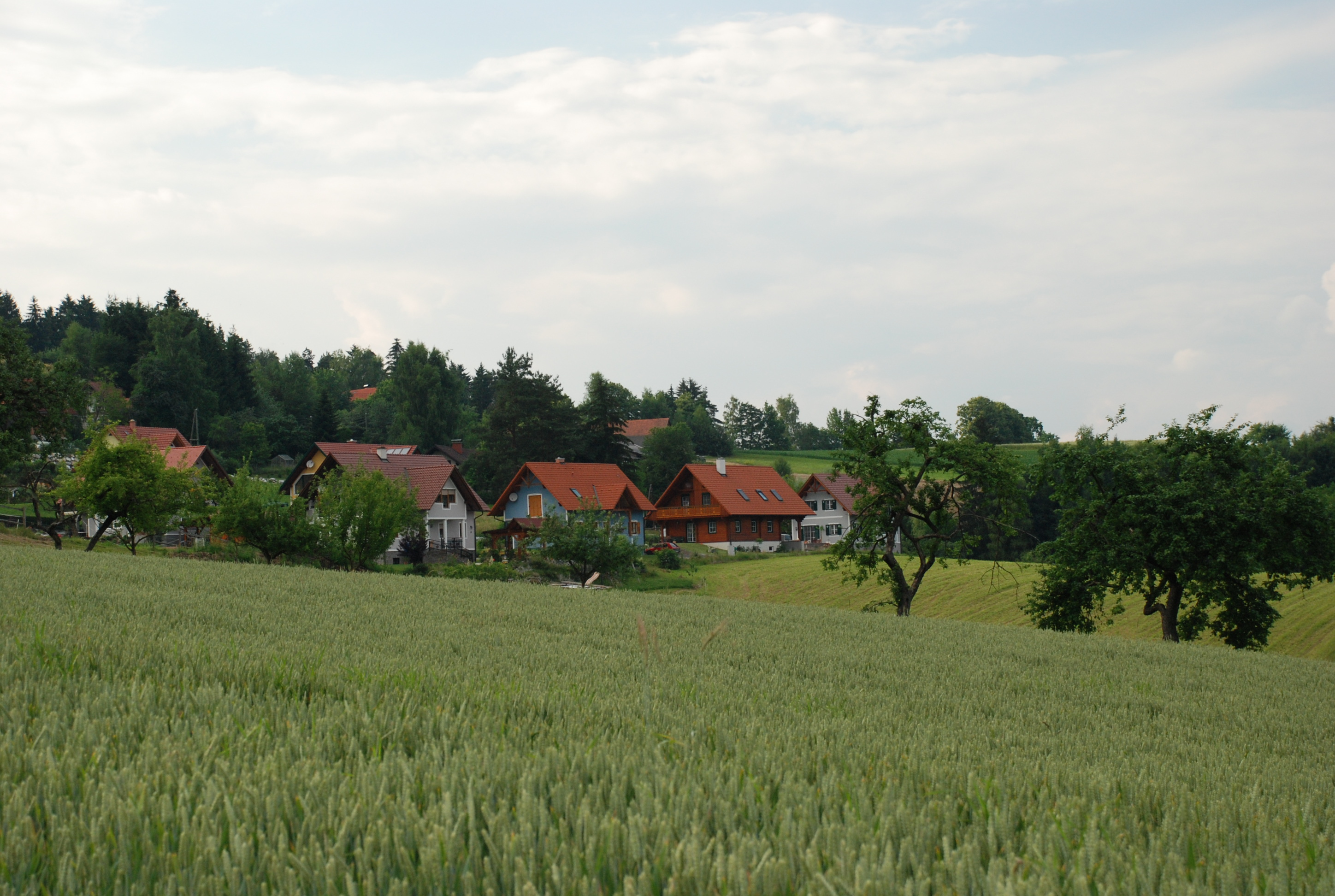
In Laßnitz bei Grabenwarth, Ligist

Das Kainachtal an der Mündung der Lassnitz besteht aus Ablagerungen, die max. 12.000 Jahre alt sind (Holozän, „Nacheiszeit“).
Am mittleren Lauf der Lassnitz sind zwei Bohrpunkte verzeichnet, ein dritter Bohrpunkt liegt im Quellgebiet im Bereich Kohlgruben. Wonach jeweils gesucht wurde (Grundwasser, Kohle, Erdöl, geologische Grundlagen) und welche Ergebnisse diese Bohrungen brachten, kann in den Aufzeichnungen der geologischen Bundesanstalt auffindbar sein.
Das Gestein, in dessen Gebiet die Lassnitz entspringt (Koralmkristallin), sinkt Richtung Osten rasch tiefer und wird von Ablagerungen (Schotter usw.) überdeckt. Diese Ablagerungen sind an der Mündung der Lassnitz in die Kainach ca. 100–150 m dick. In weiterer Folge liegt das Gestein bei Söding bereits ca. 379 unter dem Meeresspiegel, somit unter einer mehr als 700 m dicken Ablagerungsschicht.
Der geologische Untergrund gehört zum Teilbecken Lieboch des Weststeirischen Beckens, welches Teil des Steirischen Beckens ist.